# (4290) Heisei
(4290) Heisei ist ein Hauptgürtelasteroid, der am 30. Oktober 1989 von Tsutomu Seki vom Geisei-Observatorium aus entdeckt wurde.
Der Asteroid wurde nach der Heisei-Zeit benannt.